# Ulrich Feldhoff

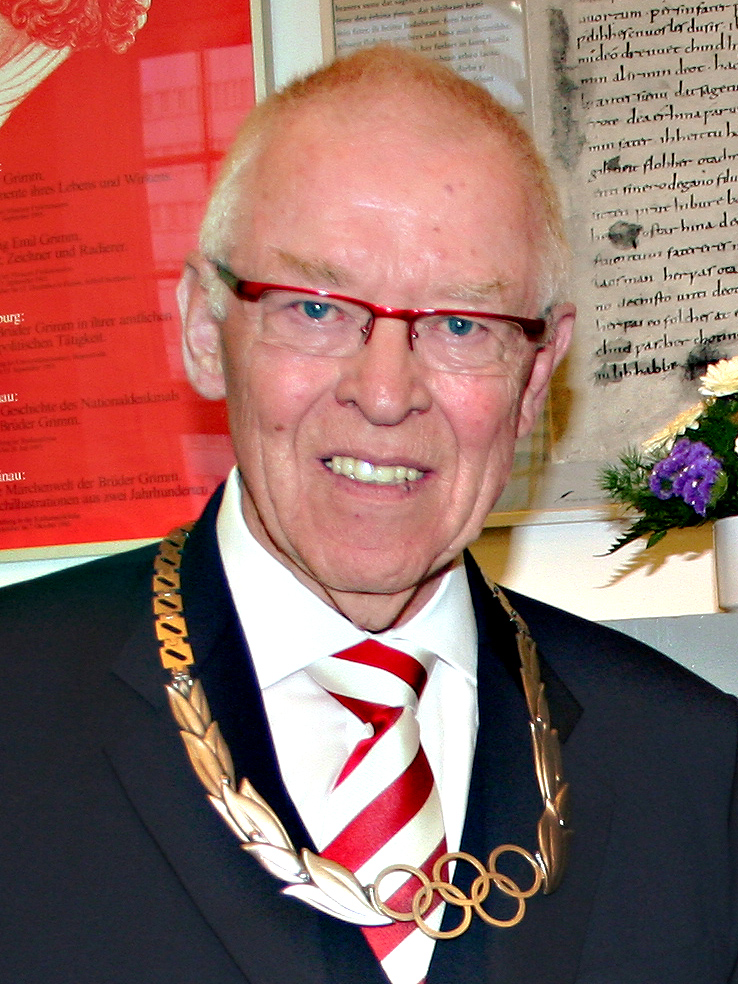
Ulrich Feldhoff mit dem Olympischen Orden (April 2009)

Ulrich Feldhoff (* 6. Februar 1938 in Oberhausen; † 19. Oktober 2013) war ein deutscher Sportfunktionär.

## Werdegang
Von 1953 bis 1966 war er im Kanurennsport aktiv. Ab 1968 engagierte er sich auf Landes- und ab 1970 auf Bundesebene im Kanusport. Von 1981 bis 2005 war er Präsident des Deutschen Kanu-Verbandes. 1998 übernahm er zudem die Präsidentschaft im Internationalen Kanuverband ICF, die er bis November 2008 innehatte. Im Anschluss wurde er zum ICF-Ehrenpräsidenten gewählt.
Von 1988 bis 2006 war Feldhoff Vorsitzender des Bundesausschusses Leistungssport des Deutschen Sportbundes und Mitglied im Präsidium des Nationalen Olympischen Komitees für Deutschland. Bei der Fusion der beiden Sportorganisationen zum DOSB 2006 wurde er dessen erstes Ehrenmitglied.
Feldhoff war bei den Olympischen Spielen 1992 in Barcelona und 1996 in Atlanta Chef de Mission der deutschen Olympiamannschaft und führte damit das erste gesamtdeutsche Olympiateam nach 1960 an.
Ulrich Feldhoff war verheiratet und lebte zuletzt in Oberhausen.

## Auszeichnungen
Feldhoff hat zahlreiche Auszeichnungen erhalten, darunter das Bundesverdienstkreuz am Bande, das Bundesverdienstkreuz 1. Klasse und den Verdienstorden des Landes Nordrhein-Westfalen. 2002 wurde er vom Verein Pro Ruhrgebiet zum Bürger des Ruhrgebiets ernannt. 2009 wurde er mit dem Olympischen Orden ausgezeichnet. 